# Sherefedin Shehu
Sherefedin Hamit Shehu (ur. 25 maja 1956 w Debarze) – albański ekonomista z tytułem profesora, deputowany do Zgromadzenia Albanii z ramienia Demokratycznej Partii Albanii, publicysta artykułów i autor książek poświęconych ekonomii.

## Życiorys
Pracował jako wykładowca na Uniwersytecie Illinois.
W latach 2005–2009 był wiceministrem finansów, następnie w latach 2009–2017 zasiadał w Zgromadzeniu Albanii, gdzie reprezentował Demokratyczną Partię Albanii.